# 大利亞霍夫島
大利亞霍夫島（俄語：Большой Ляховский остров）是俄羅斯北部的島嶼，屬於新西伯利亞群島的利亞霍夫群島，位於拉普捷夫海和東西伯利亞海之間，面積4,600平方公里，最高點海拔270米。

## 發現
2020年9月，一群馴鹿牧民在大利亞霍夫島的永久凍土外，發現一具被冰封且保存幾乎完好的母棕熊屍體，身長155公分，體重78公斤，是世界上第一隻也是唯一一隻完整的古代棕熊遺體。經科學家研判，屍體已經保存3500年之久，解剖發現棕熊體內的粉紅色組織和黃色脂肪還在。研究團隊分析，這隻熊的年齡約在2至3歲左右，研判死因是脊椎受傷。不過目前仍無法斷定棕熊是如何穿越50公里寬的海峽來到該島上，第1種可能是當時穿越結冰的海面、第2種是棕熊游泳來到小島、第3種可能是當時小島與陸地仍然相連。